# Broteas (Faustkämpfer)
Broteas (altgriechisch Βροτέας Brotéas) ist ein Faustkämpfer der griechischen Mythologie.
Er kommt einzig in Ovids Metamorphosen als Gast der Hochzeit von Perseus und Andromeda vor. Wie sein Zwillingsbruder Ammon ist er als Faustkämpfer unbesiegt, wird aber von Phineus mit dem Schwert erschlagen, als dieser seine Verlobte Andromeda von Perseus zurückfordert.